# باربرا دي روسي
باربرا دي روسي (بالإيطالية: Barbara De Rossi)‏ هي مقدمة تلفزيونية وممثلة إيطالية، ولدت في 9 أغسطس 1960 بروما في إيطاليا.

## وصلات خارجية
- باربرا دي روسي على موقع IMDb (الإنجليزية)
- باربرا دي روسي على موقع ألو سيني (الفرنسية)
- باربرا دي روسي على موقع أول موفي (الإنجليزية)
- باربرا دي روسي على موقع قاعدة بيانات الأفلام السويدية (السويدية)
- باربرا دي روسي على موقع قاعدة بيانات الفيلم (الإنجليزية)
- باربرا دي روسي على موقع كينوبويسك (الروسية)